# Léon Renouard de Bussierre
Pour les autres membres de la famille, voir Famille Renouard de Bussière.
Léon Renouard de Bussierre, né le 6 janvier 1808 à Strasbourg et mort le 17 février 1893 à Gretz-Armainvilliers (Seine-et-Marne), est un homme politique français, député en 1842.

## Biographie
Fils d'Athanase Paul Renouard de Bussierre, il entra dans l'administration et devint maître des requêtes au conseil d'État, puis conseiller d'État. 
Dévoué au gouvernement de Louis-Philippe, il se présenta à la députation, avec l'appui du gouvernement, le 12 février 1842, dans le 6e collège du Bas-Rhin (Wissembourg), et fut élu.
Il vint siéger au centre, et échoua au renouvellement, avec 71 voix contre 86 à l'élu, Cerfberr. 
Renouard de Bussière fut admis à la retraite comme conseiller d'État, le 12 novembre 1873.
Fortement engagé action dans l'action du protestantisme français, il siège au comité de la Société biblique de Paris (1843-1863) et de la Société de l'histoire du protestantisme français, du Consistoire supérieur de la Confession d'Augsbourg (1844-1893). Il est également président de la Société des missions évangéliques de Paris (1873-1893) et l'un des fondateurs de la Croix-Rouge française en 1867.
Marié à Emélie Becker de Rosenfeldt, petite-fille du baron Jean-Conrad Hottinguer, il est le beau-père d'Éric Joly de Bammeville.